# Slobodan Milošević
Pour les articles homonymes, voir Milošević.
 (décembre 2015).
Si vous disposez d'ouvrages ou d'articles de référence ou si vous connaissez des sites web de qualité traitant du thème abordé ici, merci de compléter l'article en donnant les références utiles à sa vérifiabilité et en les liant à la section « Notes et références ».
Slobodan Milošević (/slobǒdan milǒːʃeʋitɕ/  ; en serbe en écriture cyrillique : Слободан Милошевић — habituellement orthographié en français Slobodan Milosevic), né le 20 août 1941 à Požarevac (Yougoslavie, aujourd'hui en Serbie) et mort en prison le 11 mars 2006 à La Haye (Pays-Bas), est un homme d'État yougoslave.
Fondateur du Parti socialiste de Serbie, il est président de la Serbie de mai 1989 à juillet 1997 puis président de la république fédérale de Yougoslavie de juillet 1997 à octobre 2000. Durant ces périodes, ont lieu les guerres de Yougoslavie, qui mettent fin à la république fédérative socialiste de Yougoslavie. Slobodan Milošević et le Croate Franjo Tuđman sont les principaux artisans du renouveau du nationalisme.
Il est accusé auprès du Tribunal pénal international pour l'ex-Yougoslavie (TPIY) de La Haye pour crimes de guerre, crimes contre l'humanité et génocide. Il meurt pendant la cinquième année de son procès, d'un infarctus du myocarde, sans qu'aucun jugement n'ait été rendu.

## Biographie

### Famille
Slobodan Milošević est le fils de Svetozar Milošević, un prêtre orthodoxe monténégrin, et de Stanislava Milošević (née Koljenšić), une enseignante et membre active du Parti communiste. Il a un frère aîné Borislav (1934-2013) qui deviendra diplomate. Ses parents se séparent peu après la fin de la Seconde Guerre mondiale et plus tard se suicideront, son père par arme à feu en 1962, sa mère par pendaison en 1974.
Milošević épouse Mirjana Marković en 1965 alors qu'ils sont tous deux à l'université de Belgrade. De leur union naissent deux enfants, Marko et Marija.

### Débuts en politique
Il rejoint dès 1959 la Ligue des communistes de Yougoslavie. En 1964, il termine ses études de droit à la faculté de droit de l'université de Belgrade, et travaille d'abord dans l'industrie (compagnie publique de gaz Technogaz), puis dans la finance où il exerce jusqu'en 1983 la fonction de directeur de la Beogradska banka (Beobanka, Banque de Belgrade).
Slobodan Milošević devient en 1984 chef de la section de Belgrade au Parti communiste. Sa carrière politique de premier plan commence en 1986, quand il remplace Ivan Stambolić à la tête du Praesidium du Comité central de la Ligue des communistes de Serbie. Il est réélu en 1988.

### Président de la République de Serbie
En mai 1989, il est élu président de Serbie. Sa présidence est marquée par un fort nationalisme. Il organise notamment la révolution anti-bureaucratique. Le 28 juin 1989, pour le 600e anniversaire de la bataille de Kosovo Polje, il fait un discours au Kosovo devant plusieurs centaines de milliers de personnes, dans lequel la commémoration de l'événement historique est l'objet d'une réécriture de l'histoire à des fins nationalistes. D'une part, à l'échelle de la Yougoslavie, où ce discours est observé par les autres républiques, qui y voient au moins une provocation, voire un grand danger. Pour beaucoup d'observateurs, ce discours est un événement-clef dans la chronologie des guerres de décomposition de la Yougoslavie, ayant notamment contribué à enclencher les processus de référendums d'autodétermination en Slovénie et en Croatie. D'autre part, à l'échelle de la Serbie, ce discours expose les idées nationalistes de Slobodan Milošević, notamment à l'égard des Albanais du Kosovo (peuple non slave, à majorité musulmane), et entérine l'abolition du statut autonome du Kosovo. Ainsi, la Constitution de la Yougoslavie de 1974 (sous Tito) transforme le Kosovo en province autonome (auparavant il s'agissait d'une province) et lui accorde plus de droits, tout en maintenant ce territoire sous la responsabilité de la république de Serbie (tout comme pour la Voïvodine). Milošević proclame l'état d'urgence au Kosovo, ce qui restreint ces droits acquis par le Kosovo en 1974 (mais ce qui est aussi légalement prévu par la Constitution).
Le communisme étant en déliquescence dans tous les pays de l'Europe de l'Est, il transforme en 1989 le Parti communiste yougoslave en Parti socialiste. Il préside également au changement de Constitution qui donne au président un pouvoir accru. Dans l'opposition, certaines voix commencent à s'élever contre la vision nationaliste (Cercle de Belgrade). Le 20 décembre 1992, Slobodan Milošević est réélu à la présidence, cette fois au suffrage universel direct.

### Guerres en Yougoslavie
Le 25 juin 1991, la Croatie et la Slovénie, « États indépendants et souverains » aux termes de la Constitution yougoslave titiste du 21 février 1974, déclarent leur indépendance de la république fédérative socialiste de Yougoslavie, après des référendums d'autodétermination. Lorsque la dissolution de cette fédération aura été constatée en janvier 1992, la Macédoine du Nord et la Bosnie-Herzégovine refuseront de rejoindre l'union de la Serbie et du Monténégro que Milošević a constituée en avril 1992 sous le nom de république fédérale de Yougoslavie.
Souhaitant unifier l’ensemble des Serbes au sein d’une Grande Serbie, Milošević entreprend alors de modifier par la force les frontières de la Croatie et de la Bosnie-Herzégovine, en invoquant la présence de minorités serbes immigrées à partir du XVe siècle en Croatie et en Bosnie et non assimilées. Ces frontières ont été définitivement fixées en 1945, mais datent pour l'essentiel de plus de deux siècles. La Constitution de 1974 précise que c'est « dans le cadre des républiques et des provinces autonomes » que les « peuples et les nationalités » exercent leurs « droits souverains ». 
Milošević est rendu responsable de deux guerres successives : la première, à l'été de 1991, contre la Croatie, qui déclare son indépendance en octobre, la deuxième, en mars 1992, contre l'État de Bosnie-Herzégovine, derrière le prétexte d'une « insurrection locale » des Serbes contre le gouvernement légal. La guerre en Bosnie culmine au massacre de Srebrenica en juillet 1995, perpétré par des forces serbes contre des Bosniaques. Il précipitera l'intervention de l'OTAN. L'organisation Médecins du monde avait placardé fin 1992 des affiches associant Milošević à Hitler. Thierry Wolton fait remarquer que cette assimilation était fallacieuse, Milošević étant communiste et se situant donc dans la tradition de Staline et non d'Hitler.

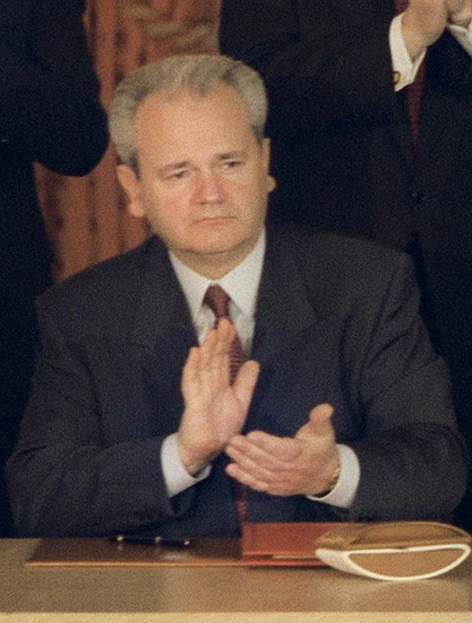
Slobodan Milošević lors de la signature des accords de Dayton (1995).

En Croatie, après la bataille de Vukovar, le Massacre de Vukovar et l'expulsion des Croates et autres non-Serbes de la Slavonie orientale et de la région de Krajina par les forces serbes, le président Franjo Tuđman lance en 1995 l'opération Tempête contre les Serbes vivant en Slavonie et dans la région de Krajina. Cette opération expulse plus de 200 000 réfugiés serbes et s'accompagne de nombreux crimes de guerre contre les Serbes. Les armées serbes sortent affaiblies de ces événements, et les accords de Dayton de novembre 1995 mettent un terme à la guerre en Bosnie-Herzégovine et en Croatie. Ils sont paraphés à Paris le 14 décembre suivant par les présidents Izetbegović (Bosnie), Milošević (Serbie) et Tuđman (Croatie).
Après les accords de Dayton, la population de Serbie vote majoritairement contre Milošević. Son parti perd les élections municipales de novembre 1996, et l'opposition devra manifester jour et nuit jusqu'en février 1997 pour qu'il finisse par reconnaître les résultats. En juillet 1997, Milošević est néanmoins élu à la présidence de la république fédérale de Yougoslavie (RFY). 
La répression serbe de la guérilla de l'UÇK au Kosovo finit par convaincre les dirigeants occidentaux, après l'échec de la conférence de Rambouillet, que l'action militaire contre Milošević est nécessaire. Le 24 mars 1999, l'OTAN ordonne, contre l'opposition de la Russie au conseil de sécurité de l'ONU, des frappes aériennes contre la RFY. Ces frappes forcent Milošević à signer les accords de Kumanovo du 10 juin 1999, par lesquels il s'engage à retirer ses troupes. Le même jour, le Conseil de Sécurité de l'ONU vote la Résolution 1244, qui prévoit une administration provisoire de l'ONU (MINUK) et une présence militaire dirigée par l'OTAN (KFOR). Au Kosovo, l'action des forces serbes serait responsable de 2 000 morts civils et 300 000 réfugiés[réf. nécessaire].
L’administration américaine fait du renversement du gouvernement serbe sa priorité à partir de la fin des années 1990. À l'approche des élections de 2000, les autorités américaines se rapprochent des mouvements d'opposition serbes, leur procurant des financements et des instructeurs. Selon le Washington Post, cette opération contre Milošević a coûté 41 millions de dollars aux États-Unis : « Ce fut le début d’un effort exceptionnel pour détrôner un chef d’État étranger non pas à travers une opération secrète, à l’instar de celles que la CIA a menées en Iran ou au Guatemala, mais en utilisant les techniques d’une campagne électorale moderne ».

### Devant le Tribunal pénal international
Le 24 mai 1999, au moment même où la Serbie est bombardée par l'OTAN, Milošević est inculpé devant le Tribunal pénal international pour l'ex-Yougoslavie (TPIY) pour crimes de guerre, crimes contre l'humanité et génocide.
En septembre 2000, il est battu à l’élection présidentielle fédérale par Vojislav Koštunica et il quitte le pouvoir le 5 octobre 2000. Sous la pression d'un ultimatum américain fixant au 31 mars 2001 la date limite de l'arrestation de Slobodan Milošević sous peine de sanctions économiques, la justice serbe le somme de se rendre. Les forces spéciales de la police donnent l'assaut le 31 mars 2001, mais les gardes du corps et les partisans de l'ancien président serbe parviennent à résister. Après un siège de 33 heures organisé par la police, il se rend aux autorités. Il est arrêté le 1er avril 2001 pour abus de pouvoir et corruption et est livré à l'ONU par le gouvernement serbe en juin 2001. Son procès, qui a débuté le 12 février 2002, le fait comparaître devant le TPIY pour génocide, crimes contre l'humanité et crimes de guerre, infractions graves aux conventions de Genève et violation des lois ou coutumes de la guerre,.
La nature du procès et sa méthodologie sont contestées par certains observateurs,,.  
En février 2007, la Cour internationale de justice (CIJ) jugea la Serbie non coupable de génocide et conclut que le gouvernement de Belgrade n'avait pas planifié le massacre de Srebrenica, l'épisode le plus grave dont faisait état l'acte d'accusation. Cependant, le président de la CIJ déclara que Milošević était au courant des risques de massacre en Bosnie et n'avait rien fait pour les écarter.
En août 2016, une rumeur affirme que Slobodan Milosevic a été blanchi par le TPIY, affirmation démentie par le TPIY dans le journal Le Monde ainsi que dans une tribune sur Al Jazeera. Le tribunal a seulement indiqué dans le cadre du procès de Karadžić « qu’il n’y a pas suffisamment de preuves dans ce dossier pour constater que Slobodan Milošević avait donné son accord au plan commun qui visait à expulser définitivement les Musulmans et les Croates de Bosnie du territoire revendiqué par les Serbes de Bosnie ». Le jugement concerné indiquait en outre qu'il avait « coopéré étroitement avec l’accusé pendant cette période [où les crimes ont été commis] ».

### Mort
L'état de santé de Milošević marque la fin du procès. Des demandes répétées de Milošević d'être soigné en Russie sont rejetées par le tribunal, bien que la santé du prévenu, qui assure lui-même sa défense, rende difficile la poursuite du procès.
Le 11 mars 2006, avant la fin de son procès, Milošević meurt au centre de détention des Nations unies à La Haye (dans le quartier de Schéveningue). Les premières annonces indiquent que sa mort est naturelle et qu'il souffrait de problèmes cardiaques et d'hypertension.

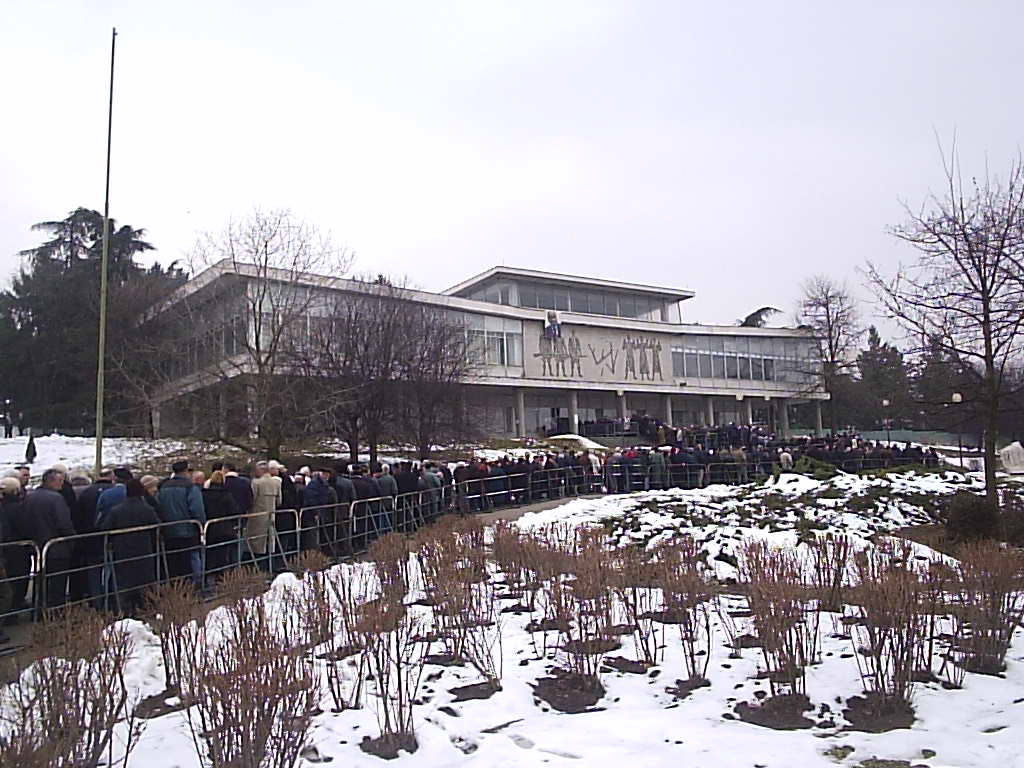
Funérailles de Slobodan Milosevic, le 18 mars 2006.

Selon un rapport d'autopsie publié le 12 mars, Slobodan Milošević est mort des suites d'un infarctus du myocarde. Le 17 mars, le TPIY exclut la thèse de l'empoisonnement dans un nouveau rapport d'analyses toxicologiques affirmant qu'aucun poison, médicament ou substance étrangère susceptible d'avoir provoqué la mort n'a été retrouvé.
Son frère Borislav estime que le TPIY est « entièrement responsable » de la mort de l'ancien président, en lui refusant d'être soigné en Russie.
Après qu'il a été envisagé de l'inhumer en Russie ou à Belgrade, ce qui a suscité des controverses, Milošević est inhumé le 18 mars 2006 dans sa ville natale de Požarevac. Un hommage a cependant lieu préalablement à Belgrade en présence de plus de 50 000 partisans et de personnalités politiques et culturelles occidentales (opposants à l'OTAN), comme l'écrivain Peter Handke.

## Documentaires
- The Death of Yougoslavia, 1995.
- The Fall of Milosevic (en trois parties), 2001.
- Slobodan Milosevic: Glosses at a Trial (en deux parties), Pays-Bas, 2003.
- Milosevic on trial, Danemark, 2007.

## Publications
- (fr) Les Années décisives, éditions L'Age d'Homme, 1990.
- (fr) Ma vérité, Éditions Le Verjus, 2004.
- (de) Klaus Hartmaan et Slobodan Milosevic, Die Zestörung Jugoslawiens, 2008.

### En anglais
- Robert Thomas, Serbia under Milosevic, éditions C. Hurst & Co, 1990.
- Sabrina Petra Ramet, Balkan Babel, éditions Westiew Press, 1996.
- Dusko Doder et Louise Branson, Milosevic, Portrait of a Tyrant, éditions Free Press, 2000.
- Slavoljub Djukic et Slavoljub Ukic, Milosevic and Markovic, éditions McGill–Queen's University Press (en), 2001.
- Louis Sell, Slobodan Milosevic and the destruction of Yugoslavia, éditions Duke University Press Books, 2002.
- Michael P. Scharf et William Schabas, Slobodan Milosevic on Trial: a companion, éditions Bloomsbury Academy, 2002.
- Gidéon Boas, The Milosevic Trial, éditions Cambridge University Press, 2007.
- Janine N. Clark, Serbia in the Shadow of Milošević, éditions Tauris Academic Studies, 2008[30].
- Judith Armatta, Twilight of impunity: the War Crimes Trial of Slobodan Milosevic, éditions Duke University Press Books, 2010.
- Tom Gallagher, Outcast Europe, The Balkans: 1789-189, éditions Routledge, 2013.

### En français
- Florence Hartmann, Milosevic, une biographie politique, éditions Denoël, 1999.
- Vidosav Stevanović, Milosevic, une épitaphe, éditions Fayard, 2000.
- Thomas Hofnung, Désespoir de paix, éditions Atlantica, 2001.
- Florence Hartmann, La Diagonale du fou, éditions Gallimard, 2002.
- Vidosav Stevanović, Milosevic, éditions I.B. Tauris & Ltd, 2004.
- Ève Crépin et Patrick Barriot, Le Procès Milošević ou l'inculpation du peuple serbe, éditions L'Âge d'Homme, 2006.
- Zoran Petrovanic Picorana, La Serbie et l'ascension de Slobodan Milosevic (1982-1992), éditions L'Harmattan, 2011.

### Discours de Slobodan Milošević
- (en) Discours de Milosevic du 28 juin 1989.

### Livre en faveur de Milošević
- (en) The Demonization of Slobodan Milosevic